# Modimolle
Modimolle este un oraș din Africa de Sud.